# Kangxung (sockenhuvudort i Kina, Tibet Autonomous Region, lat 29,29, long 90,08)
Kangxung (kinesiska: Kangxiong, 康雄, Qianggongba, 强贡巴, 康雄乡) är en sockenhuvudort i Kina. Den ligger i den autonoma regionen Tibet, i den sydvästra delen av landet, omkring 110 kilometer väster om regionhuvudstaden Lhasa. Antalet invånare är 3 353. Befolkningen består av 1 620 kvinnor och 1 733 män. Barn under 15 år utgör 25,0 %, vuxna 15-64 år 66 %, och äldre över 65 år 7,0 %.
Runt Kangxung är det glesbefolkat, med 12 invånare per kvadratkilometer. Närmaste större samhälle är Qiangqinxue, 17,9 km väster om Kangxung. Trakten runt Kangxung består i huvudsak av gräsmarker.
Genomsnittlig årsnederbörd är 713 millimeter. Den regnigaste månaden är juli, med i genomsnitt 262 mm nederbörd, och den torraste är november, med 1 mm nederbörd.